# Nanano
Nanano är en ort i Burkina Faso.   Den ligger i regionen Boucle du Mouhoun, i den centrala delen av landet, 160 km sydväst om huvudstaden Ouagadougou. Nanano ligger 258 meter över havet och antalet invånare är 1 870.
Terrängen runt Nanano är platt. Närmaste större samhälle är Kabourou, 12,6 km söder om Nanano.
Omgivningarna runt Nanano är en mosaik av jordbruksmark och naturlig växtlighet. Runt Nanano är det ganska glesbefolkat, med 45 invånare per kvadratkilometer.